# Hippotion (Gattung)
Hippotion ist eine Gattung innerhalb der Schmetterlingsfamilie der Schwärmer (Sphingidae).

## Merkmale
Die Vorderflügel sind sehr langgestreckt und laufen Spitz zu, ebenso das Abdomen ist lang und spitz zulaufend. Die Fühler der Weibchen sind am Ende keulenförmig verdickt, die der Männchen sind stabförmig. Das letzte Glied ist kurz. Die Labialpalpen sind an der Außenseite weich beschuppt, ihnen fehlen aber die aufstehenden Härchen, wie sie bei der Gattung Deilephila vorkommen. Die Schuppen an der Spitze des ersten Segmentes sind an der Innenseite regelmäßig angeordnet und bilden so eine gerade Trennlinie. Am zweiten Segment befindet sich an der Spitze kein Haarbüschel. Die Tibien der Hinterbeine besitzen zwei Paar Sporne, die inneren sind länger, als die äußeren.
Die Genitalien unterscheiden sich nur geringfügig von denen der Gattungen Deilephila und Theretra.
Die Eier sind klein, kugelig und glänzend grün.
Die Raupen haben einen nach hinten verjüngten Körper und können ihren Kopf einziehen. Das erste und zweite Hinterleibssegment sind verdickt und tragen Augenflecken. Das Analhorn ist schwach nach hinten gekrümmt.
Bei der Puppe ist der Saugrüssel mit dem Körper verbunden. Er ist gekielt und seitlich abgeflacht und sieht damit ähnlich aus, wie bei Arten der Gattung Theretra. Der Kremaster ist lang und spitz zulaufend. Er besitzt keine Stacheln an der scharfen, glänzenden Spitze.

## Lebensweise
Die Raupen ernähren sich hauptsächlich von krautigen Pflanzen und Ranken aus den Familien der Weinrebengewächse (Vitaceae), Aronstabgewächse (Araceae), Wunderblumengewächse (Nyctaginaceae), Rötegewächse (Rubiaceae), Knöterichgewächse (Polygonaceae) und Nachtkerzengewächse (Onagraceae).

## Systematik
Es sind 39 Arten aus den Tropen und Subtropen der Alten Welt bekannt, Hippotion celerio und Hippotion osiris kommen auch in Europa vor.
- Hippotion adelinae Schmit, 2005
- Hippotion aporodes Rothschild & Jordan, 1910
- Hippotion aurora Rothschild & Jordan, 1903
- Hippotion balsaminae (Walker, 1856)
- Hippotion batschii (Keferstein, 1870)
- Hippotion boerhaviae (Fabricius, 1775)
- Hippotion brennus (Stoll, 1782)
- Hippotion brunnea (G. Semper, 1896)
- Hippotion butleri  (Saalmüller, 1884)
- Großer Weinschwärmer (Hippotion celerio) (Linnaeus, 1758) Europa
- Hippotion chloris Rothschild & Jordan, 1907
- Hippotion commatum Rothschild & Jordan, 1915
- Hippotion dexippus Fawcett, 1915
- Hippotion echeclus (Boisduval, 1875)
- Hippotion eson (Cramer, 1779)
- Hippotion geryon (Boisduval, 1875)
- Hippotion gracilis (Butler, 1875)
- Hippotion griveaudi Carcasson, 1968
- Hippotion hateleyi Holloway, 1990
- Hippotion irregularis (Walker, 1856)
- Hippotion isis Rothschild & Jordan, 1903
- Hippotion joiceyi Clark, 1922
- Hippotion leucocephalus Röber, 1929
- Hippotion moorei Jordan, 1926
- Hippotion osiris (Dalman, 1823) Europa
- Hippotion paukstadti Cadiou, 1995
- Hippotion pentagramma Hampson, 1910
- Hippotion psammochroma Basquin, 1989
- Hippotion rafflesii (Moore, 1858)
- Hippotion rebeli Rothschild & Jordan, 1903
- Hippotion rosae (Butler, 1882)
- Hippotion roseipennis (Butler, 1882)
- Hippotion rosetta (Swinhoe, 1892)
- Hippotion saclavorum (Boisduval, 1933)
- Hippotion scrofa (Boisduval, 1832)
- Hippotion socotrensis (Rebel, 1899)
- Hippotion stigma (Rothschild & Jordan, 1903)
- Hippotion talboti Clark, 1930
- Hippotion velox (Fabricius, 1793)

Hippotion boerhaviae
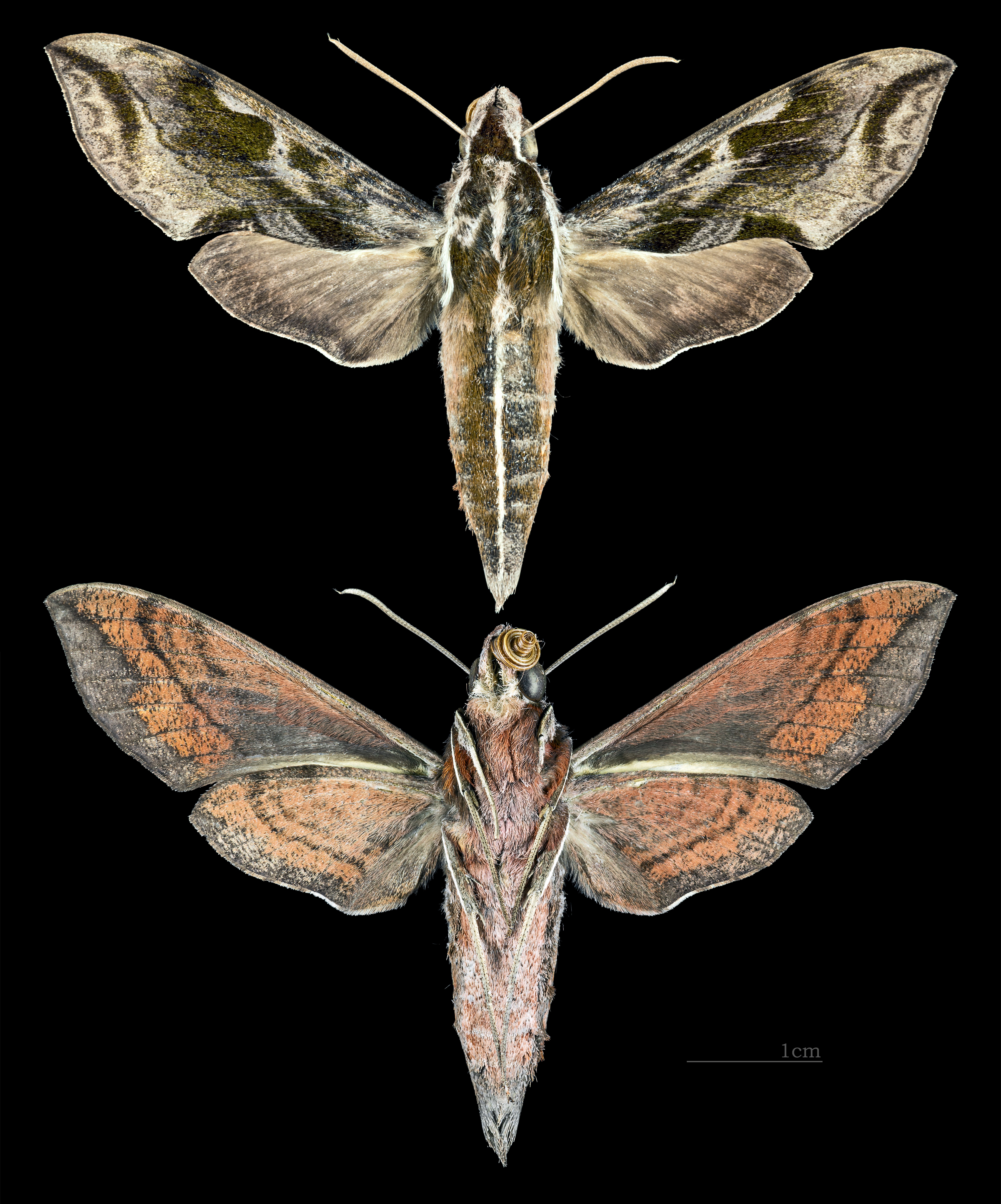
Hippotion brunnea
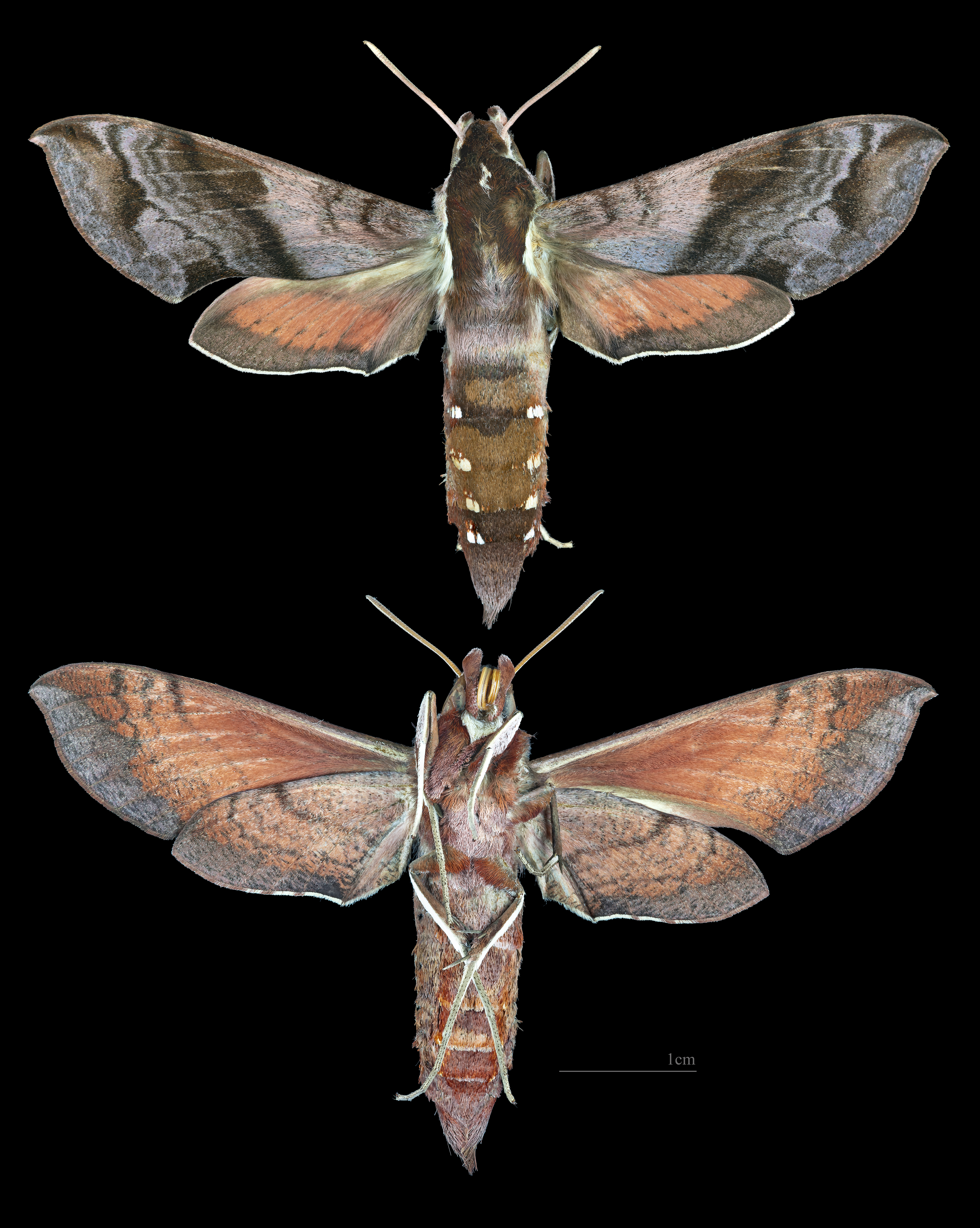
Hippotion brennus
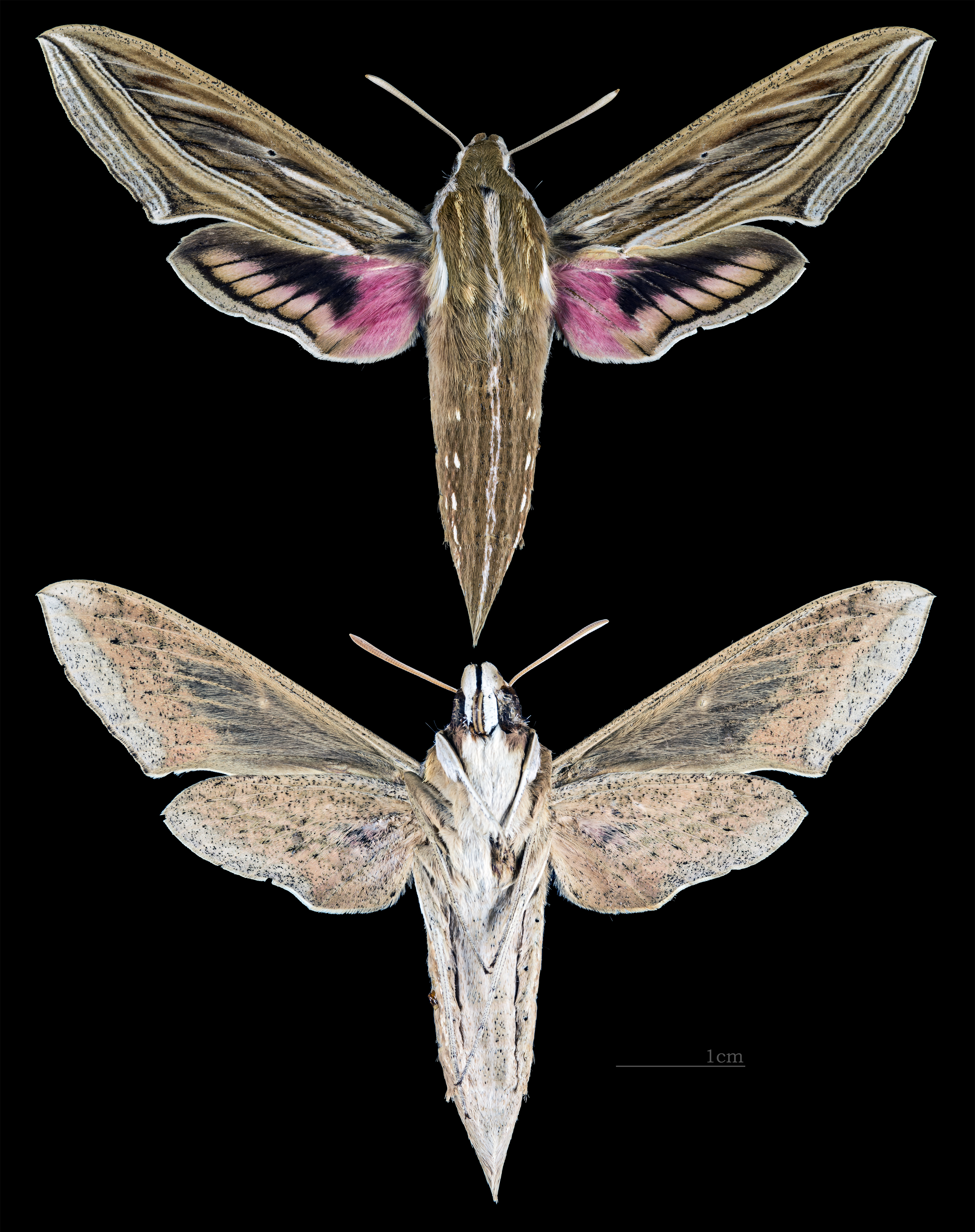
Hippotion celerio
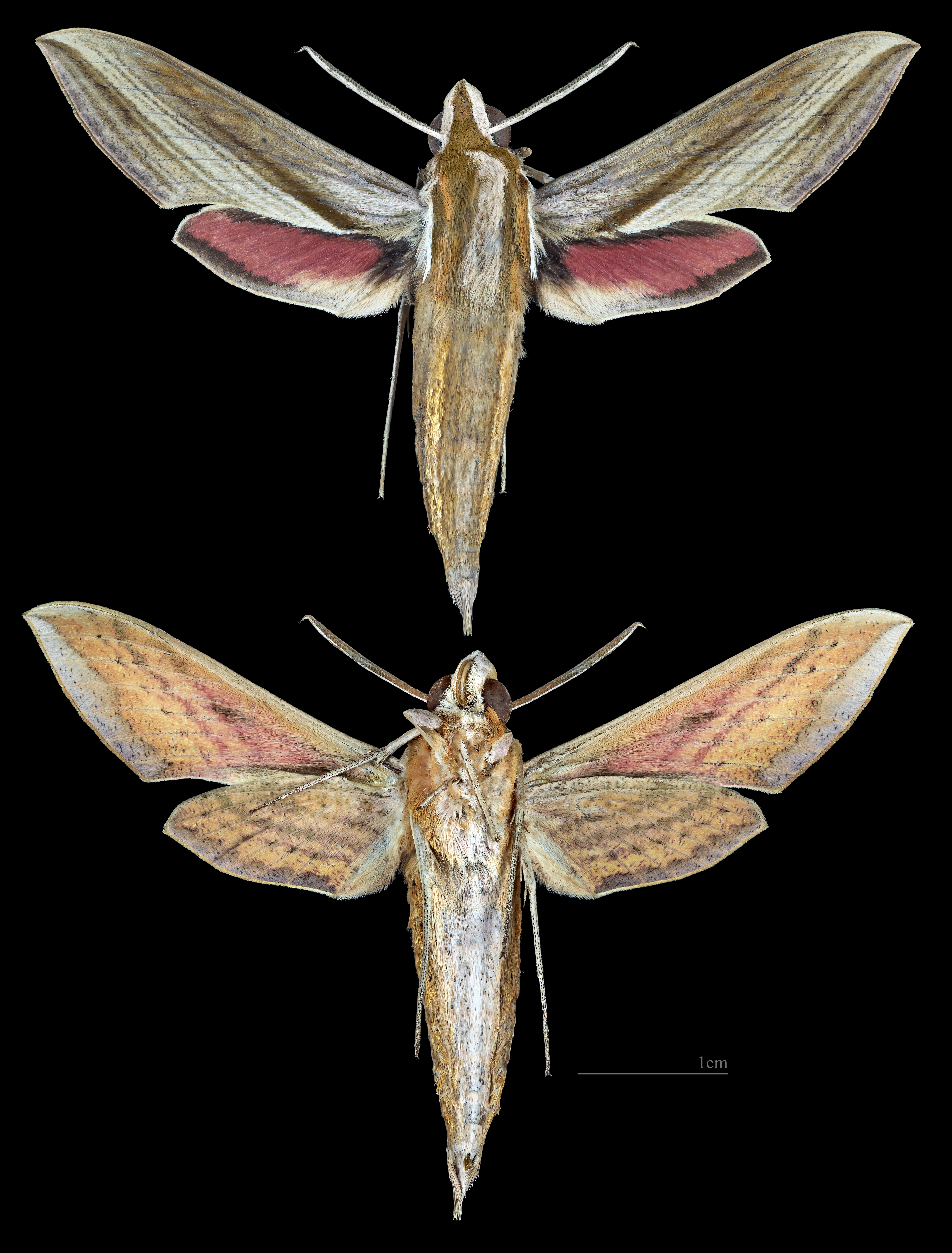
Hippotion echeclus
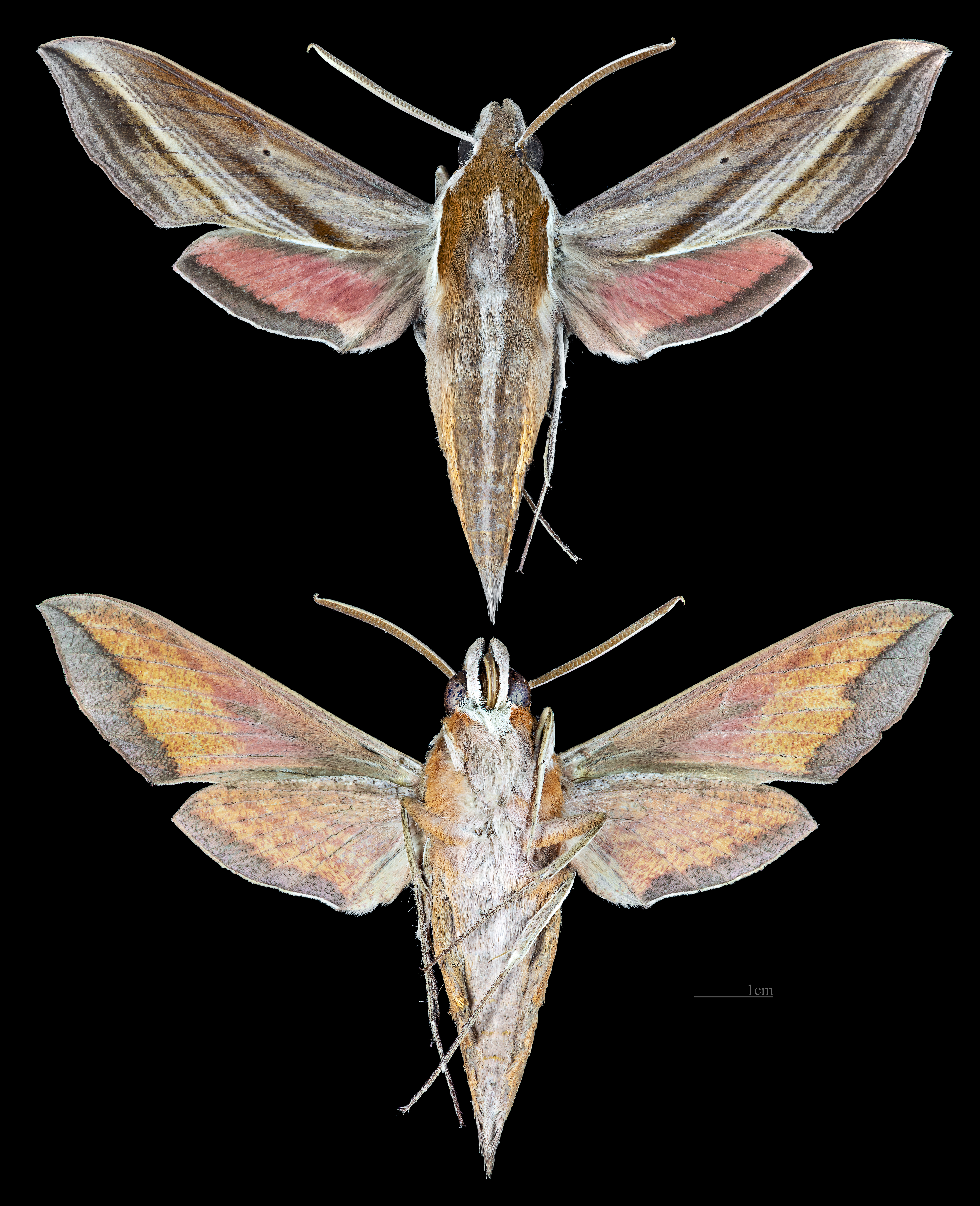
Hippotion rafflesii
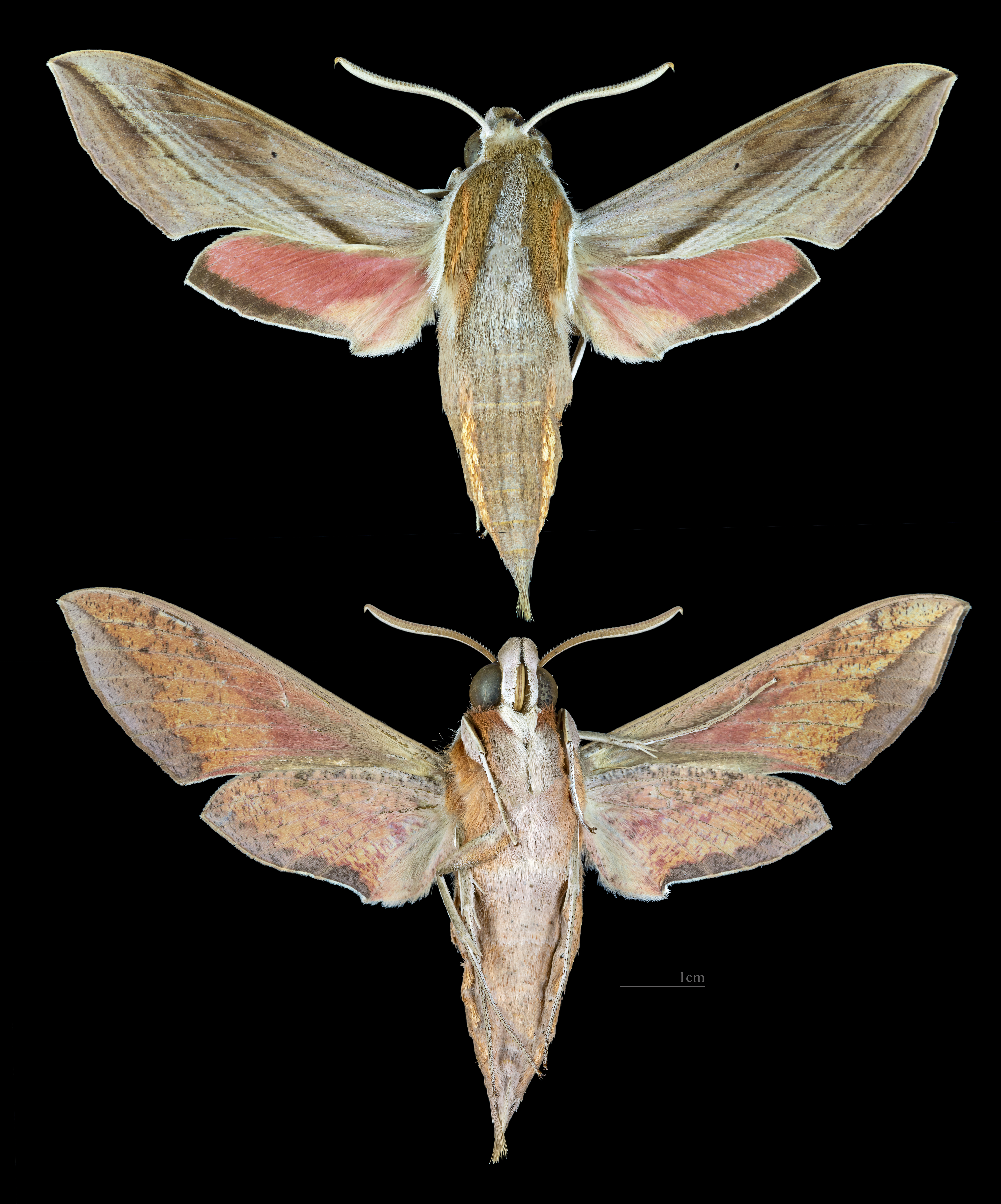
Hippotion rosetta
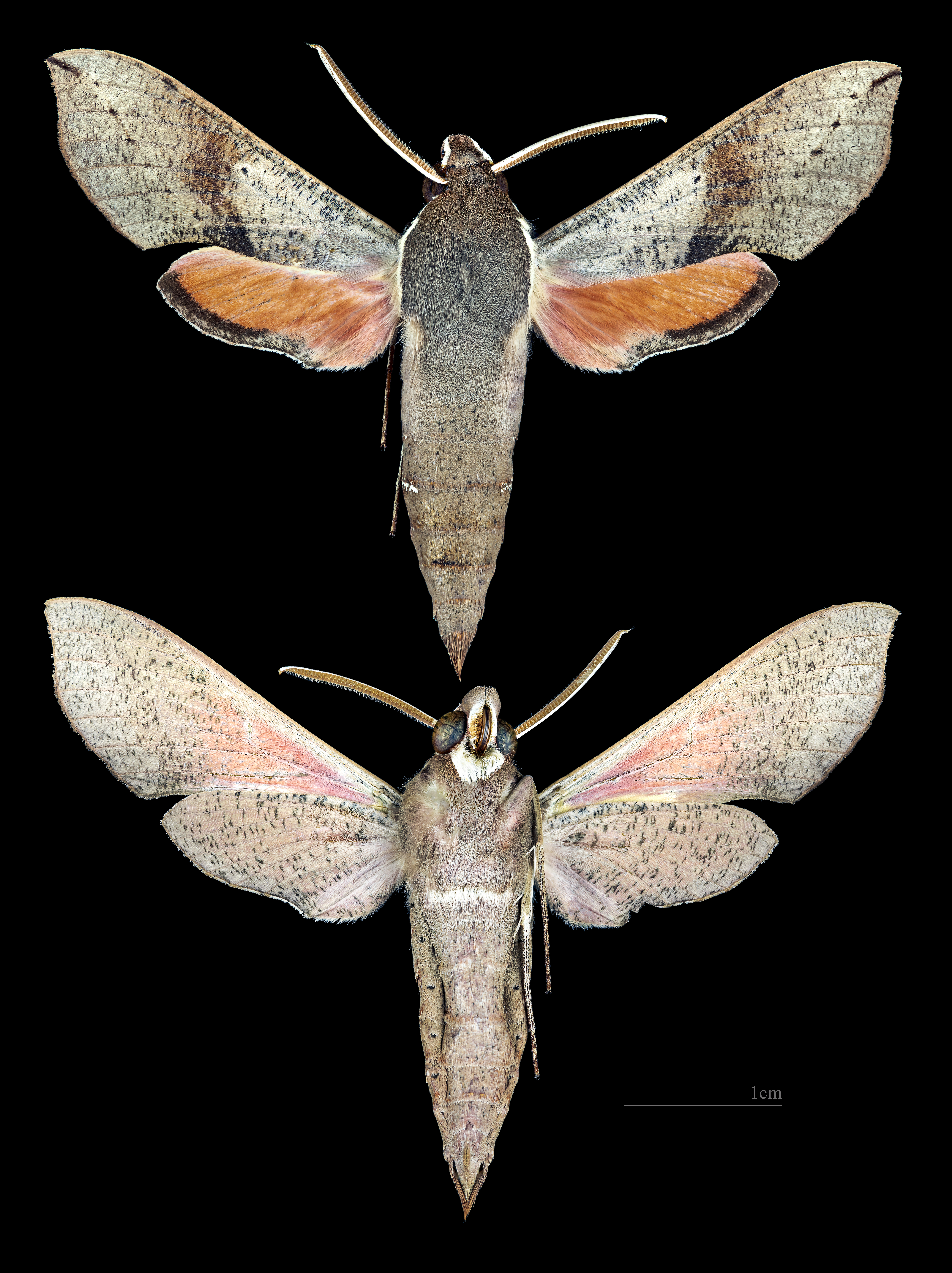
Hippotion scrofa
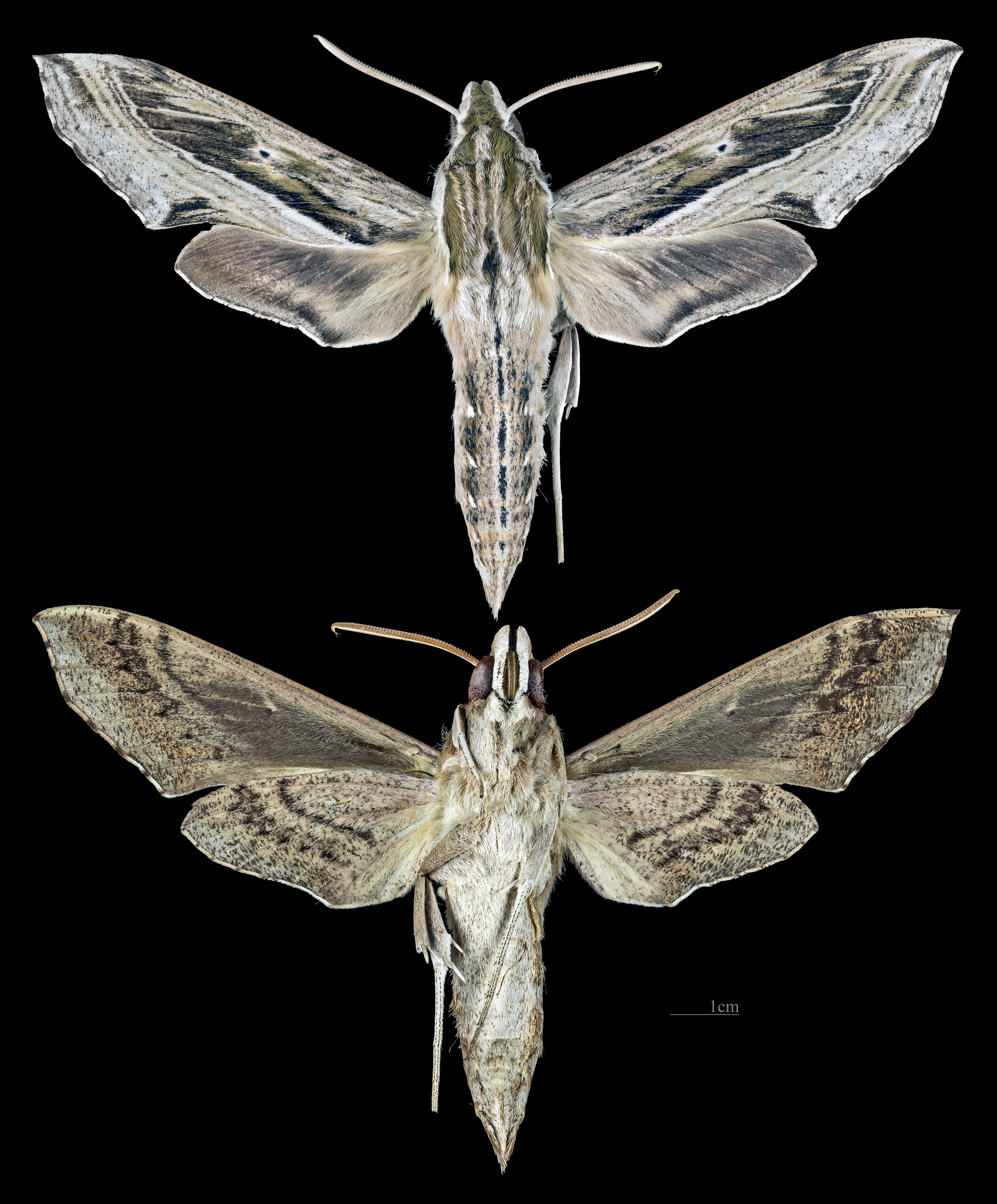
Hippotion velox

## Belege